# Peter Luyten
Peter Luyten (Ranst, 23 januari 1954) is een voormalig Belgisch politicus voor Agalev.

## Levensloop
Peter Luyten werd beroepshalve leraar.
Luyten werd op 11 januari 1995 lid van de Kamer van volksvertegenwoordigers voor Agalev in opvolging van Mieke Vogels, die de Kamer verliet toen ze schepen van Antwerpen werd. Op 21 mei van hetzelfde jaar waren er wetgevende verkiezingen en Peter Luyten werd niet meer verkozen. Hij bleef politiek secretaris van Agalev voor de regio Antwerpen.
In diezelfde periode, januari-mei 1995, had hij als gevolg van het toen bestaande dubbelmandaat ook zitting in de Vlaamse Raad. De Vlaamse Raad was vanaf 21 oktober 1980 de opvolger van de Cultuurraad voor de Nederlandse Cultuurgemeenschap, die op 7 december 1971 werd geïnstalleerd, en was de voorloper van het huidige Vlaams Parlement.  
- International Standard Name Identifier: 0000 0003 9427 6165
- Nederlandse Thesaurus van Auteursnamen: 069997772
- Virtual International Authority File: 288732325
- WorldCat: E39PBJqBwKDFYDHJCTpGtqr8YP